# Liste des maires de Marle
La Liste des maires de Marle regroupe les noms des maires de la commune de Marle avec leur date de prise de fonction ainsi que les dates de fin de fonctions des maires.

## Liste des maires
| Période                                  | Période                       | Identité                              | Étiquette | Qualité                                                      |
| ---------------------------------------- | ----------------------------- | ------------------------------------- | --------- | ------------------------------------------------------------ |
| 1790                                     | 1790                          | Louis Leroy de Torcy                  |           |                                                              |
| 1790                                     | 1791                          | Laurent-Antoine Fouant de La Tombelle |           |                                                              |
| 1791                                     | 1793                          | César-Antoine Delamer                 |           |                                                              |
| 1793                                     | 1795                          | François-Jérôme Lehault               |           |                                                              |
| 1795                                     | 1799                          | Etienne Dhiver                        |           |                                                              |
| 1799                                     | 1813                          | François-Ferdinand Delamer            |           |                                                              |
| 1813                                     | 1816                          | Nicolas Fouant de la Tombelle         |           |                                                              |
| 1816                                     | 1824                          | François Tilorier                     |           |                                                              |
| 1824                                     | 1826                          | Jean-Baptiste Debrotonne              |           |                                                              |
| 1826                                     | 1831                          | François Lehault                      |           |                                                              |
| 1831                                     | 1854                          | Antoine Desains                       |           |                                                              |
| 1854                                     | 1858                          | Albert Debrotonne                     |           | conseiller général, député                                   |
| 1858                                     | 1876                          | Jean-Louis Odent-Quey                 |           |                                                              |
| 1876                                     | 1892                          | Louis Coffignon                       |           |                                                              |
| 1892                                     | 1892                          | Arthur Parmentier                     |           |                                                              |
| 1892                                     | 1908                          | Léon Wateau-Lamarez                   |           |                                                              |
| 1908                                     | 1919                          | Charles Cointe                        |           |                                                              |
| 1919                                     | 1920                          | Eugéne Nettelet                       |           |                                                              |
| 1920                                     | 1925                          | Gabriel Martin                        |           |                                                              |
| 1925                                     | 1940                          | Ernest Faucheux                       |           |                                                              |
| 1940                                     | 1945                          | Alexandre Servain                     |           |                                                              |
| 1945                                     | 1947                          | Gaétan Sarrazin                       | PCF       |                                                              |
| 1947                                     | 1953                          | Cyrille Liébert                       | DVG       |                                                              |
| 1953                                     | 1965                          | Paul Rousselle                        | DVG       |                                                              |
| 1965                                     | 1977                          | Paul Brucelle                         | DVD       |                                                              |
| 1977                                     | 1983                          | Pierre Touron                         | PSU       |                                                              |
| 1983                                     | 2001                          | Yves Daudigny                         | PS        | professeur (retraité), sénateur                              |
| 2001                                     | mai 2020                      | Jacques Sevrain                       | PS        | analyste financier (retraité) Réélu pour le mandat 2014-2020 |
| mai 2020,                                | février 2021, (Démission)     | Jean-Luc Pertin                       |           |                                                              |
| février 2021,                            | En cours (au 20 février 2020) | Dominique Godbille                    |           |                                                              |
| Les données manquantes sont à compléter. |                               |                                       |           |                                                              |

## Compléments